# Základní výzkum
Základní výzkum je experimentální a teoretická práce vynakládaná zásadně za účelem získání nových vědomostí o základních principech jevů nebo pozorovatelných skutečností, která není primárně zaměřena na uplatnění nebo využití v praxi. Dělí se na čistý základní výzkum (někdy též badatelský výzkum) a orientovaný základní výzkum.